# Alberto Castillo (cantant)
Alberto Castillo (Buenos Aires, Argentina, 7 de desembre de 1914 – Buenos Aires, 23 de juliol de 2002) va ser un cantant de tango i actor argentí. Metge ginecòleg de professió, va deixar d'exercir-la per a dedicar-se a la seva carrera artística.

## Biografia
Va néixer com Alberto Salvador De Lucca –algunes fonts l'escriuen «De Luca»– en el barri porteny de Villa Luro, Buenos Aires fill d'immigrants italians Salvador De Luca i Lucia Di Paola, fa el seu debut professional als anys 1930 i comença una reeixida carrera el 1941. Una gran interpretació del tango d'Alfredo Pelala Recuerdo. La seva Germana, Aida De Lucca tènia una gran admiració pel seu benvolgut germà.

## Estudis acadèmics
Alberto Castillo va estudiar medicina a la Universitat Nacional de La Plata i va treballar com a metge ginecòleg, títol amb el qual va poder convèncer la família de la seva promesa per a deixar-los casar (perquè no anaven a deixar-la casar-se amb «tot just un cantor de tango»). Va deixar l'exercici definitiu de la professió quan el seu consultori s'omplia de pacients que sabien que el doctor De Luca era «Alberto Castillo». A la pel·lícula argentina Luna de Avellaneda, un Castillo fictici és cridat d'urgència per a ajudar en un part durant una kermés en un club de barri. En aquesta pel·lícula el tema de tancament és Siga el Baile versionat per Jaime Roos. Com a fet curiós, entre novembre de 1951 i febrer de 1952, el popular cantant va oficiar fortuïtament com a metge de la delegació professional del Club Atlético Vélez Sarsfield en insolar-se alguns jugadors a la ciutat de Pernambuco, en la gira que realitzava al Brasil. Posteriorment el cantor, reconegut seguidor de Vélez, va ajustar algunes de les seves presentacions per a acompanyar a l'equip la resta de la gira.

### Trajectòria artística
Amb el seu innat sentit del ritme i la seva tendència a engolar la veu, Castillo es fa un nom de principal intèrpret dels gèneres musicals com el candombe afrouruguaià i de la milonga. Un dels seus més reeixits registres va ser Cien Barrios Porteños, fins a tal punt que els presentadors l'anunciaven com el «Cantor dels cent barris portenys (sic)».

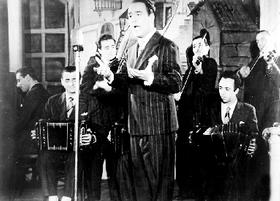
Alberto Castillo

## Castillo amb Tanturi
Alberto Castillo va trencar amb el model del cantor de tango vestit com un gran senyor, de rigorós vestit fosc, sobri i amb posats mesurats. Amb un estil absolutament original, amb aspectes potser vinculats a l'aire cachador (humorístic) i ravaler de Rosita Quiroga, Sofia Bozán o Tita Merello, Castillo va mostrar la seva capacitat d'interpretar temes d'allò més diversos gràcies a una veu amb afinació perfecta, magistral en l'ús dels matisos i la mitja veu, que podia imprimir al seu cant tant la tendresa o dramatisme que requerien alguns com el to evocador o humorístic per uns altres. Es possessionava de l'escenari des que arribava mostrant el seu mocador caient de la butxaca dreta del sac creuat, el coll de la seva camisa descordat, la corbata fluixa, la seva manera de prendre el micròfon i inclinar-lo cap a un i un altre costat, la seva dreta al costat de la boca com si estigués al carrer, els seus posats i una manera molt especial de cantar projectat les vocals.
El seu particular fraseig era el que els ballarins necessitaven i apreciaven; amb la seva veu li posava ritme als peus i ell feia amb la seva gola el que altres amb el piano o els bandoneons.
Durant quatre anys entre 1939 i 1943 –el millor moment artístic de tots dos- Ricardo Tanturi i Castillo compartiran els beneficis de la fama durant quatre anys. La veu del cantor i la posada musical del director van constituir un veritable succés que va guanyar, per dret propi, un lloc privilegiat en la història del tango. Clubs de barri, locals nocturns i els principals salons de Buenos Aires, Montevideo, Mar del Plata i Rosario van desbordar d'un públic àvid.

### Castillo al cinema
Des de 1946, Castillo apareix en molts films argentins. Uns exemples d'ells són La barra de la esquina (1950), on fa una parella amorosa amb María Concepción César, i "Buenos Aires, mi tierra querida" junt amb l'actriu Norma Giménez el 1951.
A la pel·lícula argentina Luna de Avellaneda de 2004, un Castillo fictici és cridat d'urgència per a ajudar en un part durant una kermés en un club de barri. En aquesta pel·lícula el tema de tancament és Siga el baile versionat pel cantautor uruguaià Jaime Roos.

### Últims anys
Ja retirat, va tenir una breu incursió per a gravar novament el Candombe Siga el baile de Carlos Warren i Edgardo Donato, amb la banda argentina Los Auténticos Decadentes a l'àlbum de duets Fiesta monstruo l'any 1993. En 1995 va rebre l'una Esment Especial dels Premis Konex per la seva trajectòria. Abans, el 1985 havia rebut el Premi Konex - Diploma al Mèrit com un dels millors cantants de tango de la història en Argentina

### Defunció
Castillo va morir el 23 de juliol de 2002 a l'edat de vuitanta-set anys. Està sepultat al Cementiri de la Chacarita a Buenos Aires.

### Homenatges
- Una placeta del barri porteny de Vila Luro, situada a la intersecció de l'Av. Emilio Castro amb els carrers Escalada i Leopardi, recorda al cantor dels cent barris portenys.[3]

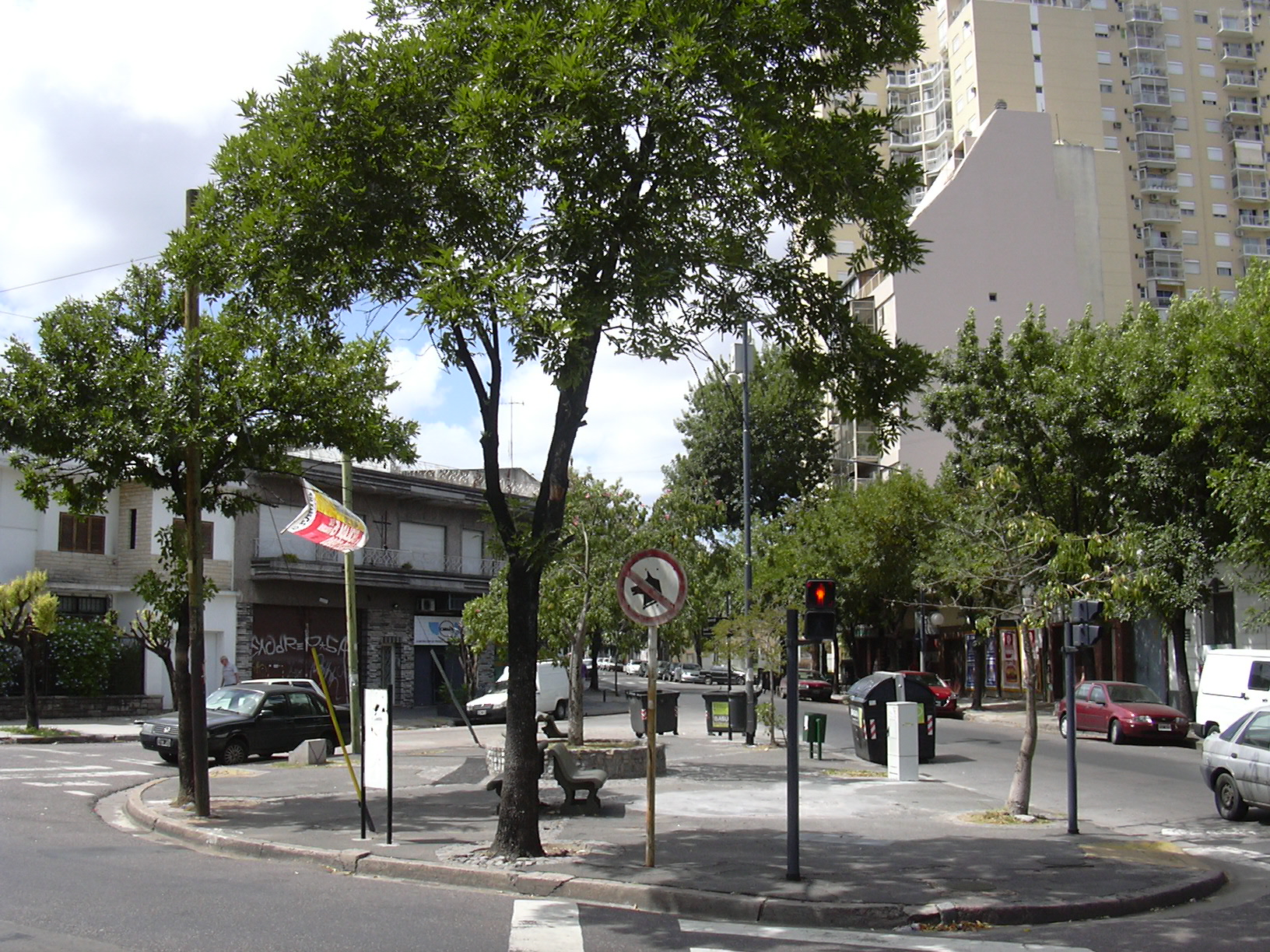
Placeta "Alberto Castillo" de Villa Luro vista des del nord
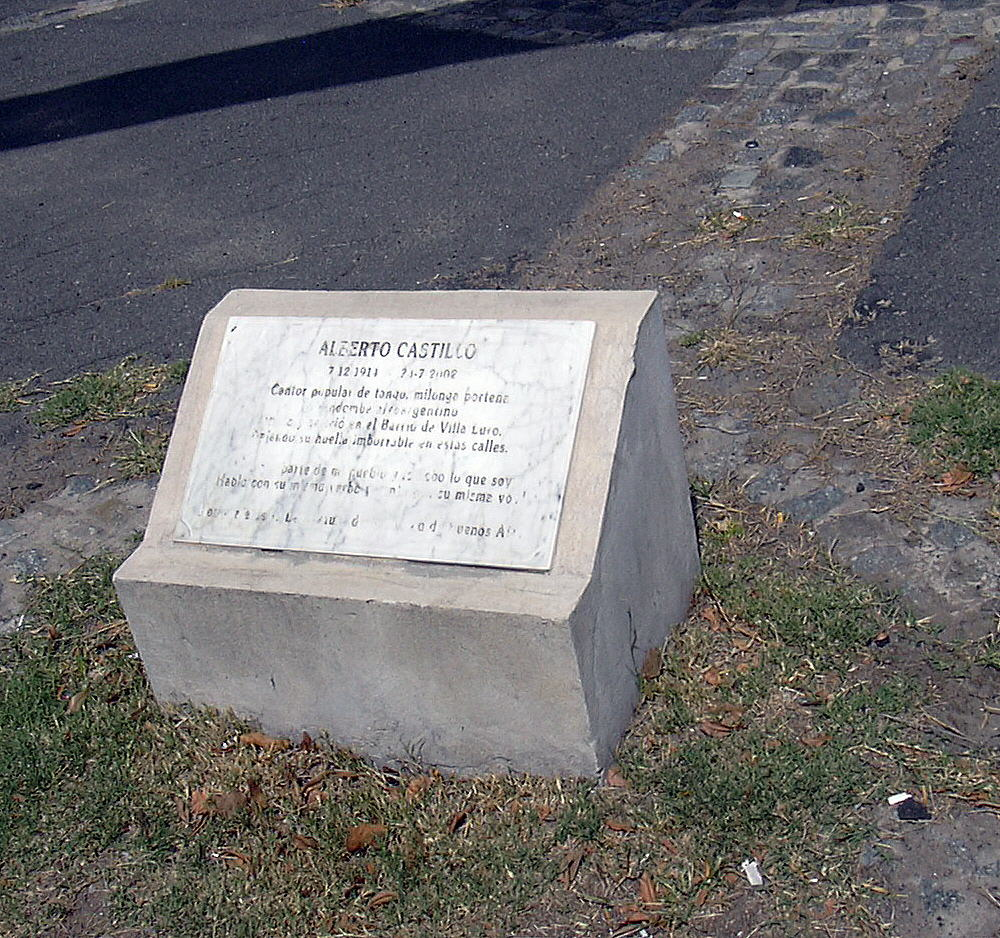
Placa en homenatge d'"Alberto Castillo" en la placeta homònima

## Filmografia
- 1946: Adiós pampa mía
- 1948: El tango vuelve a París (amb Aníbal Troilo)
- 1948: Un tropezón cualquiera da en la vida (amb Virginia Luque)
- 1948: Alma de bohemio
- 1950: La barra de la esquina
- 1951: Buenos Aires, mi tierra querida
- 1953: Por cuatro días locos
- 1955: Ritmo, amor y picardía
- 1956: Música, alegría y amor
- 1958: Luces de candilejas
- 1959: Nubes de humo
- 1976: El canto cuenta su historia